# 近藤淳
近藤淳（日语：／ Kondō Jun ?，1930年2月6日—2022年3月11日），日本物理學家，美國國家科學院外籍院士。現任東邦大學名譽教授、產業技術綜合研究所特別顧問。文化功勞者。
近藤教授以發現「近藤效應」聞名於世，曾獲日本物理學最高獎仁科芳雄獎。

## 生平
1930年2月6日，近藤淳出生於大日本帝國東京府，東京大学理學部物理學科畢業（1954年）。理學博士（東京大學；1959年）。
近藤歷任日本大學理工學部助手、東京大學物性研究所助手、通商産業省工業技術院電氣試驗所／電子技術綜合研究所（現獨立行政法人產業技術綜合研究所）。1990年東邦大學教授。1995年東邦大學退休。現為產業技術綜合研究所Fellow。

## 貢獻
- 近藤效應：1964年，近藤淳從理論上澄清了稀磁合金的最小電阻，此即「近藤效應」。美國物理學家肯尼斯·威爾森因為與近藤效應有關的研究，獲得1982年的諾貝爾物理學獎[2]。
- 近藤絕緣體（英语：Kondo insulator）
- 近藤模型（英语：Kondo model）

## 榮譽

### 日本勋章奖章
- 文化勋章（2020年11月3日公布[3]）

### 学术奖项
- 1968年 仁科芳雄獎
- 1973年 恩赐奖 (日本学士院)
- 1973年 日本学士院奖
- 1979年 朝日獎
- 1984年 藤原獎
- 1987年 Fritz London Memorial Prizes（世界低溫物理最高獎）
- 1997年 日本學士院會員
- 2003年 文化功勞者
- 2009年 美国国家科学院外籍院士

## 著作
- 金属電子論―磁性合金を中心として ISBN 4785323175

## 参見
- 法蘭克·斯蒂格利茲
- 近藤效應